# Paula Sanz Caballero
Paula Sanz Caballero (1969, Ontinyent) és una il·lustradora de renom que ha aconseguit fama a nivell mundial. Ha treballat per a INDITEX Magazine, Harper Collins Publishing, por el San Francisco Chronicle, Vogue, Elle i American Express, i ha exposat a galeries d'art de València, Madrid, Chicago i Londres. Destaca la seua tècnica collage que combina l'ús de les tel·les i el bordat junt al dibuix, la qual ha aconseguit que es considere el seu estil com a únic. Estudià Belles Arts a la Universitat Politècnica de València i Disseny al CEU de San Pablo. Comença pintant i després canvià a la tècnica actual. Canvià la seua especialització temàtica quan la premsa de la moda de la roba la va contractar, arribant a treballar per a Bloomingdales, Neiman Marcus, The New Yorker i Marie Claire. Ha sigut reconeguda a Taschen com una de les 150 millors il·lustradores. L'anàlisi de l'interés de l'artista conclou que la figura humana és central a les obres i que combina l'esquematisme amb el detallisme alhora, també es conclou que el seu estil és pròxim a l'afterpop. L'any 2016 se l'encarregà dissenyar la imatge corporativa d'Ontinyent per a celebrar l'Any Gomis.

## Publicacions
- El libro blando de hombres The soft book of men.[Valencia] : Escuela de Arte y Superior de Diseño de Valencia, D.L. 2010[15]